# 须鲸科
鬚鯨科（学名：Balaenopteridae）是鬚鯨小目下最大的一個科，包含了兩個屬共計九種鬚鯨。其中包括目前世界上體型最大的動物：藍鯨，最大體重達150公噸以上，體型次大的兩種鬚鯨體重也常突破50公噸，就連本科中體型最小的小鬚鯨，體重也可達到九公噸以上。

## 俗名由來
鬚鯨科的成員在法文中通常統稱為rorquals，這個名稱由挪威語演變而來，原意為「有深溝的鯨」(furrow whale)，這是因為牠們有一項共通點：自下頷到肚臍間有許多長溝狀的皮膚皺摺，稱為喉腹摺(throat groove 或 ventral pleat)，其主要功用在於輔助進食。同屬鬚鯨亞目的灰鯨，以及某些屬於齒鯨亞目的喙鯨類也有類似喉腹摺的構造，不過前者只有四條簡單的摺皺，在數量上與鬚鯨科的數十至近百條相距甚遠；而喙鯨的所謂「喉腹摺」僅是兩頰處各有一道V字型的凹槽。
小鬚鯨在英文裡通常稱作minke，這個名稱的由來可能跟一位挪威或德國籍的捕鯨砲手Meincke有關，據說他曾在二十世紀初的一次捕鯨行動中將小鬚鯨誤認為藍鯨而捕殺；另有一說是這位捕鯨船員認為牠們太小而不值得捕捉，minke是他當時脫口而出的戲謔稱呼。

## 分布
鬚鯨科的分布範圍廣及全世界的海域，藍鯨、長須鯨、大翅鯨、塞鯨、與小鬚鯨等在各大洋都可能發現其蹤跡，而布氏鯨則較為特殊，牠們似乎不曾出現在北極或南極周遭的寒冷海域，而是終年停留於溫、熱帶地區。鬚鯨科鬚鯨多半棲息於遠洋而極少接近海岸，布氏鯨與大翅鯨是唯二的例外：通常前者終年皆可在近岸處發現，而後者在每年的南北遷徙途中時常會接近岸邊。
在鬚鯨科中只有最大與最小的兩個物種─藍鯨與小鬚鯨─會游到南極極南端的寒冷海域。長鬚鯨通常不會接近南極的冰棚地區，而塞鯨的活動範圍則更偏北方。（在北半球由於陸地範圍較大，對氣候與洋流的影響程度較強，上述情形較不明顯。）不論是那一種鬚鯨，一般而言體型較大的個體會有接近極區的傾向，而較年輕的鯨則多半留在較偏南（或北）的地方。

## 遷徙

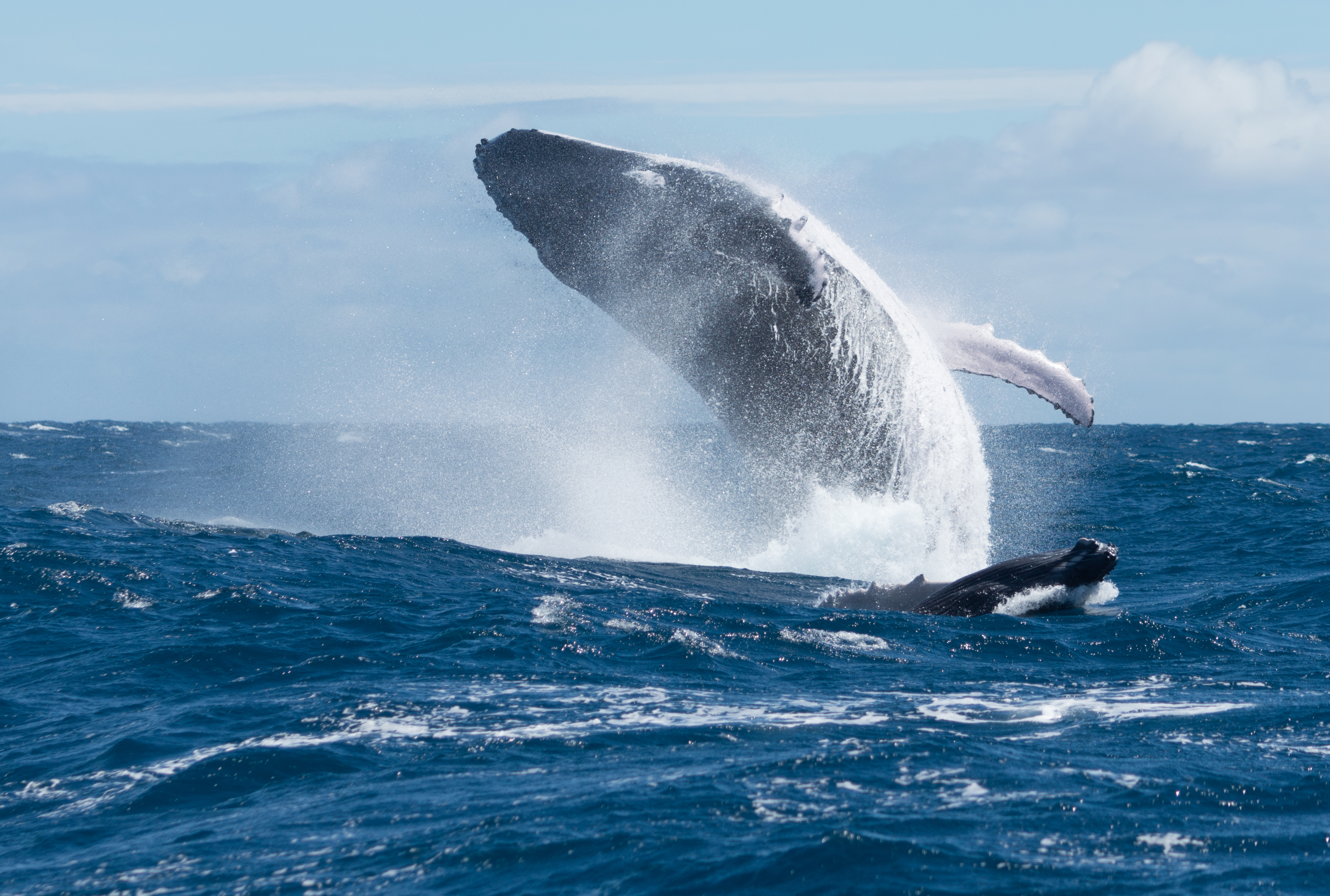
躍身擊浪的大翅鯨

大多數鬚鯨都在冬季時於溫、熱帶海域繁衍後代，夏季在兩極處取食豐盛的浮游生物與磷蝦，為此牠們每年都得作長距離的南北遷徙。布氏鯨是鬚鯨科中唯一的例外，牠們似乎沒有明顯覓食期與繁殖季的劃分，部分族群甚至可能不具遷徙性。

## 攝食方式
各種鬚鯨的食性不盡相同，如藍鯨僅以磷蝦為食，布氏鯨則以小型魚類為主。鬚鯨科的攝食行為有時被描述為「狼吞虎嚥」（gulper），因為牠們的進食方式是張開大口一次吞下大量海水，此時牠們會藉著擴張喉腹摺來增加口腔的容積，接著閉上嘴巴將水吐出，海水中所含的食物便會被鯨鬚擋住而留在口中。

## 系統分類
分類學上將鬚鯨科分為二個亞科，即鬚鯨亞科（Balaenopterinae）與大翅鯨亞科（Megapterinae），兩個亞科之下各僅含一個屬，分別是鬚鯨屬Balaenoptera與大翅鯨屬Megaptera。然而，由各種鬚鯨的種系發生史來看，現行的分類表似乎仍有修改的空間。
2003年11月日本科學家正式宣布發現新種鬚鯨：Balaenoptera omurai，目前尚無正式通用的英文俗名，中文暫譯為「角島鯨」或「大村鯨」，種名「omurai」源自日本鯨類學者大村秀雄的姓。角島鯨是在印度─太平洋海域發現，外型上接近長鬚鯨，但體型明顯較小。

### 鬚鯨科物種列表

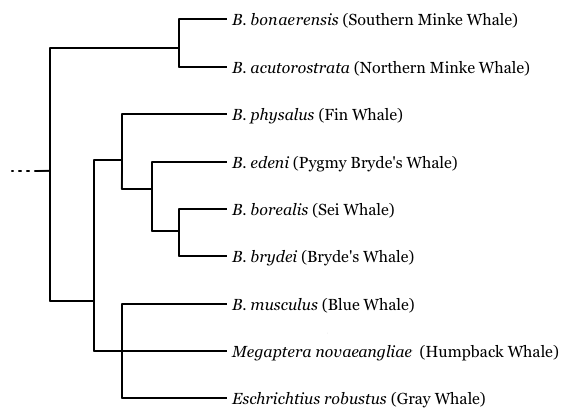
以DNA定序為依據編排的鬚鯨科系統演化樹圖

- †中新鬚鯨屬 Miobalaenoptera
- †古鬚鯨屬 Archaebalaenoptera
- †海神鲸屬 Nehalaennia
- 鬚鯨屬 Balaenoptera
  - 長鬚鯨 B. physalus
  - 塞鯨 B. borealis
  - 布氏鯨 B. brydei
  - 鳀鲸 B. edeni
  - 蓝鲸 B. musculus
  - 小鬚鯨 B. acutorostrata
  - 南極小鬚鯨 B. bonaerensis
  - 角島鯨 B. omurai
  - †台灣鯨 B. taiwanica
- †屬 Cetotheriophanes
- †遠洋鯨屬 Diunatans
- †屬 Incakujira
- 大翅鯨屬 Megaptera
  - 大翅鯨 M. novaeangliae：又名座頭鯨
- †副须鲸属 Parabalaenoptera
- †近鬚鯨屬 Plesiobalaenoptera
- †屬 Plesiocetus
- †屬 Praemegaptera
- †原鬚鯨屬 Protororqualus

## 参見
- 鲸须